# Chajjim Gewati
Chajjim Gewati (hebr.: חיים גבתי, ang.: Haim Gvati, ur. 29 stycznia 1901 w Pińsku, zm. 19 października 1990) – izraelski polityk, w latach 1964–1974 minister rolnictwa, w latach 1969–1970 minister zdrowia, w latach 1970–1974 minister rozwoju, w latach 1965–1966 oraz 1969-1974 poseł do Knesetu z listy Koalicji Pracy.
Uczęszczał do chederu, w II Rzeczypospolitej ukończył seminarium nauczycielskie w Wilnie. Działał w organizacjach syjonistycznych. W 1924 wyemigrował do Palestyny. W 1926 był jednym z założycieli kibucu Gewat. Działał w Ruchu Kibucowym.
9 listopada 1964 wszedł w skład pierwszego rządu Lewiego Eszkola, zastępując Moszego Dajana na stanowisku ministra rolnictwa. Stanowisko utrzymał w kolejnym rządzie. W wyborach parlamentarnych w 1965 po raz pierwszy dostał się do izraelskiego parlamentu. Pozostał na stanowisku w powołanym 12 stycznia 1966 trzecim rządzie Eszkola, a 17 stycznia zrezygnował z zasiadania w Knesecie szóstej kadencji. Mandat objęła po nim Szoszanna Arbeli-Almozlino. Po śmierci Eszkola pozostał na stanowisku w pierwszym rządzie Goldy Meir. Skutecznie kandydował w wyborach w 1969, w siódmym Knesecie spędził całą kadencję. W powołanym 15 grudnia drugim rządzie Meir objął ponownie stanowisko ministra rolnictwa, a 22 grudnia – również ministra zdrowia. W tym drugim resorcie pozostał do 27 lipca 1970 kiedy zastąpił go Wiktor Szem-Tow. 1 września tegoż roku został mianowany ministrem rozwoju, obejmując stanowisko opuszczone w sierpniu przez Chajjima Landaua. W wyborach parlamentarnych w 1973 nie uzyskał reelekcji, pozostał jednak ministrem rolnictwa w trzecim rządzie Meir.